# Gran Premio Allevatori
Il Gran Premio Allevatori è una corsa ippica dedicata ai trottatori di due anni di età, l'unico in Italia per cavalli di questa età sulla media distanza di gruppo 1. Si corre nell'ultima settimana di dicembre all'ippodromo delle Capannelle.
| ANNO | VINCITORE        | NAZIONE  | DISTANZA | TEMPO  | DRIVER         | SECONDO           | TERZO            |
| ---- | ---------------- | -------- | -------- | ------ | -------------- | ----------------- | ---------------- |
| 2017 |                  |          |          |        |                |                   |                  |
| 2016 |                  |          |          |        |                |                   |                  |
| 2015 |                  |          |          |        |                |                   |                  |
| 2014 | THEODOR GRIF     | ITALIA   | 2100     | 1.16.1 | MOLLO S.       | TAURUS DEL RONCO  | TUDOR DANY GRIF  |
| 2013 | SCEICCO          | ITALIA   | 2100     | 1.15.3 | GUZZINATI A.   | SATCHMO AS        | SPECIALESS       |
| 2012 | RE ITALIANO UR   | ITALIA   | 2100     | 1.14.9 | FAROLFI A.     | RE DEGLI DEI      | ROMBO DI CANNONE |
| 2011 | PASCIA LEST      | ITALIA   | 2100     | 1.15.5 | BELLEI E.      | PERKINS GRIF      | PARAMOUNT OK     |
| 2010 | OCCHIONE JET     | ITALIA   | 2100     | 1.16.1 | VECCHIONE R.   | OPAL BROWN        | ODILIOZ          |
| 2009 | NEW STAR FKS     | ITALIA   | 2100     | 1.14.7 | ANDREGHETTI R. | NOAK LB           | NICKEL ORS       |
| 2008 | MANIA            | ITALIA   | 2100     | 1.15.8 | KONTIO J.      | MASTER DI AZZURRA | MUMI EGRAL       |
| 2007 | LIGHT KRONOS     | ITALIA   | 2100     | 1.15.4 | BELLEI E.      | LITTTLE GAMS      | LARSEN BI        |
| 2006 | ILARIA JET       | ITALIA   | 2100     | 1.16.2 | ANDREGHETTI R. | IMPETO GRIF       | IVORY DANY       |
| 2005 | GILLY LB         | ITALIA   | 2100     | 1.16.0 | GUZZINATI A.   | GIOTTO D'ALFA     | GRANDE ARMEE     |
| 2004 | FAUVE GRIF       | ITALIA   | 2100     | 1.17.6 | SMORGON M.     | FLOWER BIGI       | FREE DREAM SM    |
| 2003 | ELLYMAY          | ITALIA   | 2100     | 1.16.2 | GUBELLINI P.   | EXPLORER AS       | ERIKA BI         |
| 2002 | DOCTOR REX       | ITALIA   | 2100     | 1.16.2 | ANDREGHETTI R. | DI MICHELE        | DELTA DI RE      |
| 2001 | CALYPSO CAPAR    | ITALIA   | 2100     | 1.17.5 | JANSSON T.     | CORNARO D'ASOLO   | CONAN BI         |
| 2000 | BRANDY DEI FIORI | ITALIA   | 2100     | 1.16.5 | LO VERDE B.    | BALLA COI CAF     | BATTIRECORD      |
| 1999 | AMITY LB         | ITALIA   | 2100     | 1.16.4 | KONTIO J.      | ANTARES ROB       | AIGRE DOUX       |
| 1998 | ZAMBESI BI       | ITALIA   | 2100     | 1.16.2 | NORDIN J.      | ZATOPEK OK        | ZAMIA FC         |
| 1997 | VIKING KRONOS    | ITALIA   | 2100     | 1.15.6 | KOLGJINI L.    | VINALBO           | VIEW DI JESOLO   |
| 1996 | ULTERIOR FONT    | ITALIA   | 1600     | 1.16.4 | MEROLA N.      | ULYSSE BI         | UMBRO DI GRANA   |
| 1995 | TABOR LAND SM    | ITALIA   | 1600     | 1.15.9 | D'ANGELO P.L.  | TITAN DRA         | TIFFANY AS       |
| 1994 | SEC MO           | ITALIA   | 1600     | 1.16.2 | CICOGNANI G.   | SOFOCLE EGRAL     | SHILLER PARK     |
| 1993 | RUBY DI JESOLO   | ITALIA   | 1600     | 1.16.6 | BARONCINI M.   | RAPID EFFE        | RINGMASTER BI    |
| 1992 | PIZZOCCHI        | ITALIA   | 1600     | 1.17.2 | ESPOSITO P.JR. | PENELOPE DEI      | PACHA BI         |
| 1991 | OFFEN LB         | ITALIA   | 1600     | 1.17.3 | BOTTONI C.     | OSCARIUVE LUIS    | OLEGGIO PARK     |
| 1990 | NETTARE DEI      | ITALIA   | 1600     | 1600   | BOTTONI C.     | NEW DI GIA'       | NERIS CHIC       |
| 1989 | MINT DI JESOLO   | ITALIA   | 1600     | 1.16.4 | LUONGO A.      | MONTAIONE         | MAC DEL RONCO    |
| 1988 | LURABO BLUE      | ITALIA   | 1600     | 1.16.1 | WALLNER H.     | LILLI GIUS        | LOBSTER AS       |
| 1987 | INDRO PARK       | ITALIA   | 1600     | 1.16.7 | BALDI L.       | IOLE DI JESOLO    | INSURABLE        |
| 1986 | GOREZ            | ITALIA   | 1600     | 1.18.6 | GUZZINATI L.   | GONZALES OM       | GALASSIA OR      |
| 1985 | FUTURO RED       | ITALIA   | 1600     | 1.17.6 | GUBELLINI E.   | FENECH OM         | FINGENT BI       |
| 1984 | WINDOW W.        | GERMANIA | 1600     | 1.17.6 | GOOP O.        | EBSERO MO         | ESOTICO PRAD     |
| 1983 | TANGENS          | ITALIA   | 1600     | 1.17.8 | JOHANSSON S.H. | HANDYBUS          | DISTILO          |
| 1982 | CEBION           | ITALIA   | 1600     | 1.18.5 | SAVARESE C.    | LASS QUICK        | CRETESE          |
| 1981 | BINTUMANI        | ITALIA   | 1600     | 1.19.1 | GENNERO L.     | BELLA             | BACMAN           |
| 1980 | ANAMOSA          | ITALIA   | 1600     | 1.19.1 | PEDRAZZI G.B.  | AIGULIN           | ASSIONE          |
| 1979 | GOLDEN TOP       | ITALIA   | 1600     | 1.20.2 | MAZZARINI M.   | FOSCHERARA        | LADY ANN         |
| 1978 | INDO             | ITALIA   | 1600     | 1.20.9 | BONGIOVANNI G. | QUIROS BI         | CAPES            |
| 1977 | HUMAN            | ITALIA   | 1600     | 1.19.4 | SAVARESE C.    | ZARDOZ            | IPERIDE          |
| 1976 | EPILOGO          | ITALIA   | 1600     | 1.21.4 | ROSSI P.       | ABBONDIO          | BLAZER           |
| 1975 | ATOLLO           | ITALIA   | 1600     | 1.19.7 | BOTTONI C.     | CITA              | ZELIK            |
| 1974 | SCELLINO         | ITALIA   | 1600     | 1.20.2 | BELLEI N.      | AKUTAN            | PITECO           |
| 1973 | REVILLON         | ITALIA   | 1600     | 1.20.5 | CICOGNANI A.   | OVERWORLD         | NEAPOLIS         |
| 1972 | TOTO DI JESOLO   | ITALIA   | 1600     | 1.20.0 | BARONCINI W.   | ZIGONI            | UMANISTA         |